# Ned Kelly Award/Bestes Sachbuch
Ned Kelly Award: Bestes Sachbuch bezeichnet den Gewinner des Ned Kelly Awards in der Kategorie Bestes Sachbuch (Best True Crime), der seit 2000 das beste im Vorjahr erschienene Werk eines australischen oder in Australien lebenden Autors aus dem True-Crime-Genre auszeichnet. Dieses Genre zeichnet sich dadurch aus, dass sich Autoren wahre Verbrechen als Ausgangspunkt einer größtenteils fiktiven Handlung annehmen (so etwa Truman Capotes Kaltblütig).
| Jahr | Preisträger                | Romantitel                                                         | Deutscher Titel                                   |
| ---- | -------------------------- | ------------------------------------------------------------------ | ------------------------------------------------- |
| 2000 | John Dale                  | Huckstepp: A Dangerous Life                                        |                                                   |
| 2000 | Andrew Rule John Silvester | Underbelly 3                                                       |                                                   |
| 2001 | Estelle Blackburn          | Broken Lives                                                       |                                                   |
| 2002 | Mike Richards              | The Hanged Man                                                     |                                                   |
| 2002 | Larry Writer               | Razor                                                              |                                                   |
| 2003 | Peter Lalor                | Blood Stain                                                        |                                                   |
| 2004 | Peter Rees                 | Killing Juanita                                                    |                                                   |
| 2005 | Helen Garner               | Jo Cinque’s Consolation                                            |                                                   |
| 2005 | Tony Reeves                | Mr Big                                                             |                                                   |
| 2006 | Lauchlin McCulloch         | Packing Death                                                      |                                                   |
| 2007 | Liz Porter                 | Written on the Skin                                                |                                                   |
| 2007 | Debi Marshall              | Killing for Pleasure: The Definitive Story of the Snowtown Murders |                                                   |
| 2008 | Evan McHugh                | Red Centre, Dark Heart                                             |                                                   |
| 2009 | Chloe Hooper               | The Tall Man                                                       |                                                   |
| 2010 | Kathy Marks                | Pitcairn Paradise Lost                                             |                                                   |
| 2011 | Geesche Jacobsen           | The Sad Death of Dianne Brimble                                    |                                                   |
| 2012 | Eamonn Duff                | Sins of the Father                                                 |                                                   |
| 2013 | Robin De Crespigny         | The People Smuggler                                                |                                                   |
| 2014 | John Safran                | Murder in Mississippi                                              |                                                   |
| 2015 | Helen Garner               | This House of Grief: The Story of a Murder Trial                   | Drei Söhne : ein Mordprozess und seine Geschichte |
| 2016 | Gideon Haigh               | Certain Admissions                                                 |                                                   |
| 2017 | Duncan McNab               | Getting Away with Murder                                           |                                                   |
| 2017 | Brendan James Murray       | The Drowned Man                                                    |                                                   |
| 2018 | Graham Archer              | Unmaking A Murder                                                  |                                                   |
| 2019 | Bri Lee                    | Eggshell Skull                                                     |                                                   |